# Netta
Netta is een geslacht van vogels uit de familie eenden, ganzen en zwanen (Anatidae). Het geslacht telt drie soorten.

## Soorten
- Netta erythrophthalma – Bruine krooneend
- Netta peposaca – Peposaka-eend
- Netta rufina – Krooneend